# Astiphromma nigriventris
Astiphromma nigriventris là một loài tò vò trong họ Ichneumonidae.